# Hrvatski Nogometni Klub Hajduk Split 2004-2005
Questa voce raccoglie le informazioni riguardanti l'Hrvatski Nogometni Klub Hajduk Split nelle competizioni ufficiali della stagione 2004-2005.

## Rosa
| N. |                                 | Ruolo | Calciatore        |
| -- | ------------------------------- | ----- | ----------------- |
| 1  | Croazia (bandiera)              | P     | Matko Perdijić    |
| 2  | Croazia (bandiera)              | D     | Petar Šuto        |
| 3  | Croazia (bandiera)              | D     | Ferdo Milin       |
| 4  | Croazia (bandiera)              | C     | Frane Čačić       |
| 5  | Bosnia ed Erzegovina (bandiera) | A     | Almir Turković    |
| 6  | Croazia (bandiera)              | D     | Vlatko Đolonga    |
| 7  | Croazia (bandiera)              | D     | Hrvoje Vejić      |
| 8  | Bosnia ed Erzegovina (bandiera) | A     | Dragan Blatnjak   |
| 9  | Croazia (bandiera)              | A     | Mate Dragičević   |
| 10 | Croazia (bandiera)              | C     | Niko Kranjčar     |
| 11 | Croazia (bandiera)              | A     | Natko Rački       |
| 12 | Croazia (bandiera)              | P     | Vladimir Balić    |
| 13 | Croazia (bandiera)              | C     | Mladen Bartulović |
| 14 | Bosnia ed Erzegovina (bandiera) | C     | Dario Damjanović  |

| N. |                                 | Ruolo | Calciatore        |
| -- | ------------------------------- | ----- | ----------------- |
| 15 | Croazia (bandiera)              | C     | Nenad Pralija     |
| 16 | Croazia (bandiera)              | C     | Zoran Roglić      |
| 17 | Croazia (bandiera)              | D     | Tonči Žilić       |
| 18 | Croazia (bandiera)              | C     | Ivan Leko         |
| 19 | Croazia (bandiera)              | P     | Tvrtko Kale       |
| 20 | Uruguay (bandiera)              | C     | Pablo Munhoz      |
| 21 | Bosnia ed Erzegovina (bandiera) | C     | Bulend Biščević   |
| 23 | Croazia (bandiera)              | A     | Krunoslav Lovrek  |
| 24 | Croazia (bandiera)              | C     | Mario Grgurović   |
| 26 | Croazia (bandiera)              | D     | Tomislav Rukavina |
| 27 | Croazia (bandiera)              | D     | Luka Vučko        |
| 29 | Croazia (bandiera)              | C     | Danijel Hrman     |
| 30 | Croazia (bandiera)              | A     | Tomislav Bušić    |

## Risultati

### Supercoppa di Croazia
| Arbitro: | Ivan Bebek (Fiume) |

|              |           |  |
| Blatnjak 49’ | Marcatori |  |

Fonte: HRnogomet.com

### Prva HNL

#### Prima fase
| Arbitro: | Igor Križarić (Čakovec) |

|              |           |           |
| Turković 46’ | Marcatori | 37’ Pamić |

| Arbitro: | Draženko Kovačić (Križevci) |

|                     |           |                                                |
| Žilić 33’ Vejić 44’ | Marcatori | 24’, 31’ (rig.) Ješe 88’ Jakirović 90’ Vidović |

| Arbitro: | Igor Pristovnik (Zagabria) |

|           |           |                                          |
| André 47’ | Marcatori | 5’ Blatnjak 60’ Neretljak 77’ Damjanović |

| Arbitro: | Marijo Strahonja (Zagabria) |

|                |           |  |
| Bušić 49’, 89’ | Marcatori |  |

| Arbitro: | Željko Širić (Osijek) |

|             |           |  |
| Vručina 86’ | Marcatori |  |

| Arbitro: | Domagoj Vučkov (Fiume) |

|                                                   |           |  |
| Blatnjak 1’ Pralija 34’ Bušić 63’ Kale 88’ (rig.) | Marcatori |  |

| Arbitro: | Ivan Novak (Varaždin) |

|                                |           |  |
| Eduardo 3’ Zahora 8’ Karić 63’ | Marcatori |  |

| Arbitro: | Vlado Svilokos (Sisak) |

|              |           |              |
| Turković 74’ | Marcatori | 42’ Ostopanj |

| Arbitro: | Ivan Bebek (Fiume) |

|  |           |                                         |
|  | Marcatori | 6’, 17’ Blatnjak 68’ Čačić 90’ Turković |

| Arbitro: | Marin Mlinar (Zagabria) |

|                             |           |  |
| Munhoz 16’ Čačić 70’ (rig.) | Marcatori |  |

| Arbitro: | Vlado Svilokos (Sisak) |

|             |           |                                     |
| Ćorluka 21’ | Marcatori | 66’, 90+3’ Dragičević 77’ Grgurović |

| Arbitro: | Marijo Strahonja (Zagabria) |

|  |           |                     |
|  | Marcatori | 58’ (aut.) Kontešić |

| Arbitro: | Draženko Kovačić (Križevci) |

|                        |           |  |
| Pelaić 69’ Đalović 73’ | Marcatori |  |

| Arbitro: | Igor Pristovnik (Zagabria) |

|                                   |           |  |
| Grgurović 14’ Blatnjak 73’ (rig.) | Marcatori |  |

| Arbitro: | Marin Mlinar (Zagabria) |

|                          |           |                     |
| Lišnić 41’ Šaranović 80’ | Marcatori | 86’ (rig.) Blatnjak |

| Arbitro: | Darko Feljan (Zagabria) |

|                            |           |                       |
| Dragičević 76’ Bušić 90+3’ | Marcatori | 37’ (aut.) Damjanović |

| Arbitro: | Šime Vukić (Fiume) |

|             |           |                            |
| Barnjak 77’ | Marcatori | 2’, 12’ Blatnjak 23’ Bušić |

| Arbitro: | Vlado Svilokos (Sisak) |

|           |           |  |
| Bušić 88’ | Marcatori |  |

| Arbitro: | Marin Mlinar (Zagabria) |

|                        |           |                     |
| Primorac 34’ Jukić 43’ | Marcatori | 17’ Vejić 59’ Bušić |

| Arbitro: | Ivan Bebek (Fiume) |

|                              |           |                 |
| Leko 10’ Bušić 26’ Rački 85’ | Marcatori | 90+6’ Halilović |

| Arbitro: | Marijo Strahonja (Zagabria) |

|                       |           |  |
| Lérant 39’ Mujdža 86’ | Marcatori |  |

| Arbitro: | Željko Širić (Osijek) |

|                           |           |  |
| Lovrek 30’ Dragičević 71’ | Marcatori |  |

Fonte: HRnogomet.com

#### Seconda fase
| Arbitro: | Ivan Bebek (Fiume) |

|  |           |             |
|  | Marcatori | 82’ Vidović |

| Arbitro: | Marijo Strahonja (Zagabria) |

|            |           |               |
| Munhoz 35’ | Marcatori | 90’ Novaković |

| Arbitro: | Vlado Svilokos (Sisak) |

|                |           |           |
| Karabogdan 49’ | Marcatori | 87’ Bušić |

| Arbitro: | Marin Mlinar (Zagabria) |

|                                                               |           |           |
| Leko 56’ (rig.) Bušić 63’ Kranjčar 68’ Turković 71’ Rački 83’ | Marcatori | 27’ Zekić |

| Arbitro: | Alen Gerek (Zabok) |

|             |           |                           |
| Šafarić 90’ | Marcatori | 43’ Bartulović 75’ Munhoz |

| Arbitro: | Ivan Bebek (Fiume) |

|                                 |           |                    |
| Bartolović 25’, 90’ Vidović 58’ | Marcatori | 44’ Leko 82’ Čačić |

| Arbitro: | Ante Vučemilović-Šimunović (Osijek) |

|           |           |                |
| Erceg 41’ | Marcatori | 37’ Dragičević |

| Spalato 18 maggio 2005, ore 17:00 CEST (UTC+2) 30ª giornata | Hajduk Spalato     | 0 – 0 referto | Slaven Belupo | Stadio municipale di Poljud (6 000 spett.)\| Arbitro: \| Alen Gerek (Zabok) \| |
| Arbitro:                                                    | Alen Gerek (Zabok) |               |               |                                                                                |

| Arbitro: | Ivan Bebek (Fiume) |

|             |           |              |
| Gulić 90+2’ | Marcatori | 69’ Blatnjak |

| Arbitro: | Željko Širić (Osijek) |

|                                                                   |           |  |
| Vejić 1’ Biščević 11’ Bušić 20’ Čačić 22’ Lovrek 69’ Kranjčar 76’ | Marcatori |  |

Fonte: HRnogomet.com

### Coppa di Croazia
| Arbitro: | Igor Pristovnik (Zagabria) |

|                             |           |                                                 |
| Lovreković 24’ Bucković 88’ | Marcatori | 11’ Blatnjak 30’ Neretljak 94’ Čačić 117’ Bušić |

| Arbitro: | Mauro Tomišić (Pisino) |

|                             |           |                                       |
| Rudelić 58’ Tomljanović 61’ | Marcatori | 47’ Blatnjak 58’ Miladin 68’ Turković |

| Arbitro: | Ante Vučemilović-Šimunović (Osijek) |

|          |           |  |
| Klić 89’ | Marcatori |  |

| Arbitro: | Hrvoje Kurtović (Osijek) |

|                             |           |  |
| Leko 75’ (rig.) Vejić 90+3’ | Marcatori |  |

| Arbitro: | Draženko Kovačić (Križevci) |

|                               |           |           |
| Gusić 67’ (aut.) Turković 72’ | Marcatori | 55’ Jukić |

| Arbitro: | Marijo Strahonja (Zagabria) |

|           |           |          |
| Jukić 51’ | Marcatori | 45’ Leko |

| Arbitro: | Ivan Novak (Varaždin) |

|                    |           |             |
| Mitu 58’ Erceg 61’ | Marcatori | 23’ Đolonga |

| Arbitro: | Marijo Strahonja (Zagabria) |

|  |           |          |
|  | Marcatori | 80’ Mitu |

Fonte: HRnogomet.com

### Champions League

#### Secondo turno preliminare
| Arbitro: | Viktor Kassai |

|                            |           |                          |
| Blatnjak 18’, 85’ Šuto 48’ | Marcatori | 5’ Fitzpatrick 89’ Moore |

| Arbitro: | Stanislav Sukhina |

|                        |           |  |
| Rogers 78’ Moore 90+3’ | Marcatori |  |

Fonte: uefa.com

## Statistiche

### Statistiche di squadra
| Competizione          | Punti | In casa | In casa | In casa | In casa | In casa | In casa | In trasferta | In trasferta | In trasferta | In trasferta | In trasferta | In trasferta | Totale | Totale | Totale | Totale | Totale | Totale | DR  |
| Competizione          | Punti | G       | V       | N       | P       | Gf      | Gs      | G            | V            | N            | P            | Gf           | Gs           | G      | V      | N      | P      | Gf     | Gs     | DR  |
| --------------------- | ----- | ------- | ------- | ------- | ------- | ------- | ------- | ------------ | ------------ | ------------ | ------------ | ------------ | ------------ | ------ | ------ | ------ | ------ | ------ | ------ | --- |
| 1. HNL                | 56    | 16      | 10      | 4       | 2       | 34      | 11      | 16           | 6            | 4            | 6            | 24           | 22           | 32     | 16     | 8      | 8      | 58     | 33     | +25 |
| Coppa di Croazia      | -     | 3       | 2       | 0       | 1       | 4       | 2       | 5            | 2            | 1            | 2            | 9            | 8            | 8      | 4      | 1      | 3      | 13     | 10     | +3  |
| UEFA Europa League    | -     | 1       | 1       | 0       | 0       | 3       | 2       | 1            | 0            | 0            | 1            | 0            | 2            | 2      | 1      | 0      | 1      | 3      | 4      | -1  |
| Supercoppa di Croazia | -     | 1       | 1       | 0       | 0       | 1       | 0       | 0            | 0            | 0            | 0            | 0            | 0            | 1      | 1      | 0      | 0      | 1      | 0      | +1  |
| Totale                | -     | 21      | 14      | 4       | 3       | 42      | 15      | 22           | 8            | 5            | 9            | 33           | 32           | 43     | 22     | 9      | 12     | 75     | 47     | +28 |

### Andamento in campionato
| Giornata  | 1 | 2 | 3 | 4 | 5 | 6 | 7 | 8 | 9 | 10 | 11 | 12 | 13 | 14 | 15 | 16 | 17 | 18 | 19 | 20 | 21 | 22 | 23 | 24 | 25 | 26 | 27 | 28 | 29 | 30 | 31 | 32 |
| --------- | - | - | - | - | - | - | - | - | - | -- | -- | -- | -- | -- | -- | -- | -- | -- | -- | -- | -- | -- | -- | -- | -- | -- | -- | -- | -- | -- | -- | -- |
| Luogo     | C | C | T | C | T | C | T | C | T | C  | T  | T  | T  | C  | T  | C  | T  | C  | T  | C  | T  | C  | C  | C  | T  | C  | T  | T  | T  | C  | T  | C  |
| Risultato | N | P | V | V | P | V | P | N | V | V  | V  | V  | P  | V  | P  | V  | V  | V  | N  | V  | P  | V  | P  | N  | N  | V  | V  | P  | N  | N  | N  | V  |
| Posizione | 7 | 9 | 6 | 3 | 5 | 3 | 6 | 4 | 4 | 3  | 3  | 3  | 3  | 2  | 2  | 2  | 1  | 1  | 1  | 1  | 1  | 1  | 1  | 1  | 1  | 1  | 1  | 1  | 1  | 1  | 1  | 1  |

Fonte:  1. HNL 2004/2005, su kicker.de.
Legenda:

Luogo: C = Casa; T = Trasferta. Risultato: V = Vittoria; N = Pareggio; P = Sconfitta.